# Tête d'Enfer
Tête d'Enfer är en bergstopp i Schweiz. Den ligger i distriktet Aigle och kantonen Vaud, i den sydvästra delen av landet, 80 km söder om huvudstaden Bern. Toppen på Tête d'Enfer är 2 761 meter över havet. Tête d'Enfer ingår i bergsmassivet Les Diablerets.